# Meir Amit
Meir Amit (Hebreeuws: מאיר עמית) geboren als Meir Slutzky, (Tiberias, 17 maart 1921 - Tel Aviv-Jaffa, 17 juli 2009) was een Israëlische generaal, inlichtingenofficier en politicus. In de jaren 50 en 60 vervulde hij leidinggevende functies bij verschillende Israëlische inlichtingendiensten, waaronder het directeurschap van de Mossad. Ook was hij eind jaren 70 kortstondig minister.

## Levensloop
Geboren in het toenmalige Britse mandaatgebied Palestina aan het Meer van Tiberias, trad Amit in 1936 toe tot de Joodse paramilitaire verzetsbeweging de Hagana en woonde van 1939 tot 1952 in de kibboets Alonmi. Van 1940 tot 1945 was hij lid van het wakerskorps, de voorloper van de Israëlische politie. Als bataljonscommandant nam hij in 1948 deel aan de Israëlische Onafhankelijkheidsoorlog. In 1950 kreeg hij het commando over de Golani-brigade toebedeeld. Mati werd een beschermeling van Moshe Dayan, destijds chef van de generale staf. Hij klom uiteindelijk op tot de rang van generaal-majoor.
In 1954, 1955 en 1961 bekleedde hij een leidinggevende positie bij de militaire inlichtingendienst, in de tussenliggende jaren 1955 en 1958 voerde hij het bevel over het zuidelijk respectievelijk noordelijk commando. Tegen het einde van de jaren 50 behaalde hij een graad in de bedrijfswetenschappen aan de Columbia Business School in New York. Van 1962 tot 1963 stond hij aan het hoofd van Aman.
In 1963 werd hij aangezocht als directeur van de Mossad, de inlichtingendienst van Israël, een functie die hij tot 1968 zou vervullen. Onder zijn leiding boekte de Mossad verscheidene successen, zoals de inzet van topspion Eli Cohen in Syrië en de diefstal van een MiG-21 van de Iraakse luchtmacht in 1966. Amit hechtte veel belang aan de uitbouw van een omvattend agenten- en informatienetwerk in de Arabische wereld en aan nauwe contacten met de Amerikaanse CIA. Mede met de hulp van de Mossad boekte Israël de overwinning in de Zesdaagse Oorlog van 1967.
Van 1968 tot 1977 stond hij aan het hoofd van Koor, het industriële conglomeraat van de vakbeweging Histadroet. Bij het uitbreken van de Jom Kipoeroorlog in oktober 1973 benoemde Moshe Dayan (ditmaal in de hoedanigheid van minister van Defensie) hem tot zijn persoonlijke adviseur.
Amit behoorde in 1976 tot de oprichters van Dash en nam voor deze politieke partij in 1977 als minister van Transport en Communicatie deel aan de regering van Likoed-premier Menachem Begin. In 1978 ging de partij alweer ter ziele en verliet Amit de coalitie. Hij stapte over naar de in 1974 opgerichte Shinui maar verruilde deze in 1980 voor de Arbeidspartij. Van 1977 tot 1981 zat hij ook in de Knesset.
Na dit politieke intermezzo vervulde hij van 1978 tot aan zijn pensioen managementfuncties bij diverse hightechbedrijven.
In vraaggesprekken aan het begin van de 21e eeuw sprak hij zijn bezorgdheid uit over het moslimextremisme dat hij als een 'islamitische Derde Wereldoorlog' betitelde. Eveneens gaf hij aan voorstander te zijn van een militair optreden tegen Iran teneinde dat land van het ontwikkelen van nucleaire wapens af te houden en van het om het leven laten brengen van de Iraanse president Mahmoud Ahmadinejad vanwege diens oproepen tot het vernietigen van de Israëlische staat.
In 2003 werd Meir Amit onderscheiden met de Israëlprijs. Hij overleed medio 2009 op 88-jarige leeftijd.